# Pyrrusowe zwycięstwo

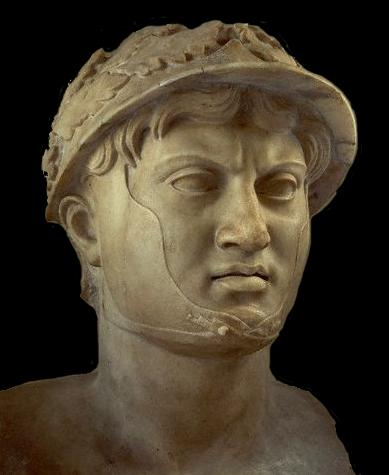
Pyrrus – rzymska rzeźba portretowa odkryta w Herkulanum (Narodowe Muzeum Archeologiczne w Neapolu)

Pyrrusowe zwycięstwo – związek frazeologiczny oznaczający zwycięstwo osiągnięte nadmiernym kosztem, nieproporcjonalnie dużym wobec osiągniętych korzyści. 
Powstało w wyniku sytuacji związanej ze zwycięstwem Pyrrusa – króla Epiru, który w III wieku p.n.e. toczył wojnę z Rzymem. Po wygranej bitwie pod Ausculum w roku 279 p.n.e. miał on powiedzieć do gratulujących mu dowódców: 

Jeszcze jedno takie zwycięstwo i jesteśmy zgubieni.

Stwierdzenie odnosiło się do faktu, że sukces ten kosztował Pyrrusa ok. 3,5 tys. zabitych i znaczną liczbę rannych (łącznie kilkadziesiąt procent składu osobowego armii). Podobne straty w warunkach wojny prowadzonej na obcym terytorium były niemożliwe do uzupełnienia. Tymczasem Rzymianie, których straty były niemal dwukrotnie większe (ok. 6 tys. zabitych), działając na własnym obszarze, mieli większe możliwości sformowania nowych oddziałów.